# (32737) 1978 UZ6
1978 يو زد 6 (ويعرف أيضًا باسم (32737) 1978 يو زد 6 وفق تسمية الكوكب الصغير) (بالإنجليزية: 1978 UZ6)‏ هو كويكب ضمن حزام الكويكبات؛ وترتيبه 32737 من حيث الاكتشاف.
اكتُشف هذا الجُرم الفلكي بواسطة C. Michelle Olmstead ‏ في 27 أكتوبر 1978.

## وصلات خارجية
- (32737) 1978 UZ6 في قاعدة بيانات مختبر الدفع النفاث لأجرام النظام الشمسي الصغيرة

- الاكتشاف · مخطط المدار ·  العناصر المدارية · المعلمات المادية

- (32737) 1978 UZ6 على موقع ويكي سكاي: DSS2, SDSS, GALEX, IRAS, Hydrogen α, X-Ray, Astrophoto, Sky Map, Articles and images